# Can Jalpí (Arenys de Munt)
Can Jalpí és un gran edifici en forma de castell a Arenys de Munt (Maresme), catalogat com a bé cultural d'interès local.

## Història

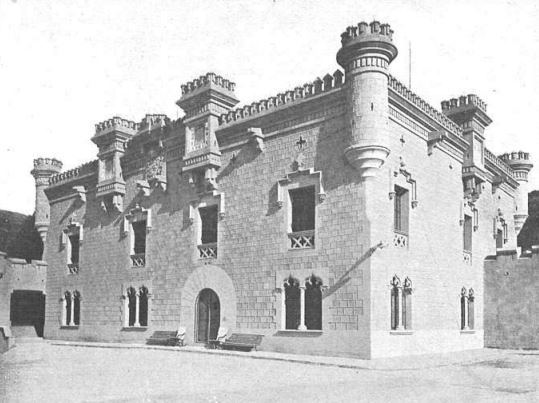
Façana principal el 1904

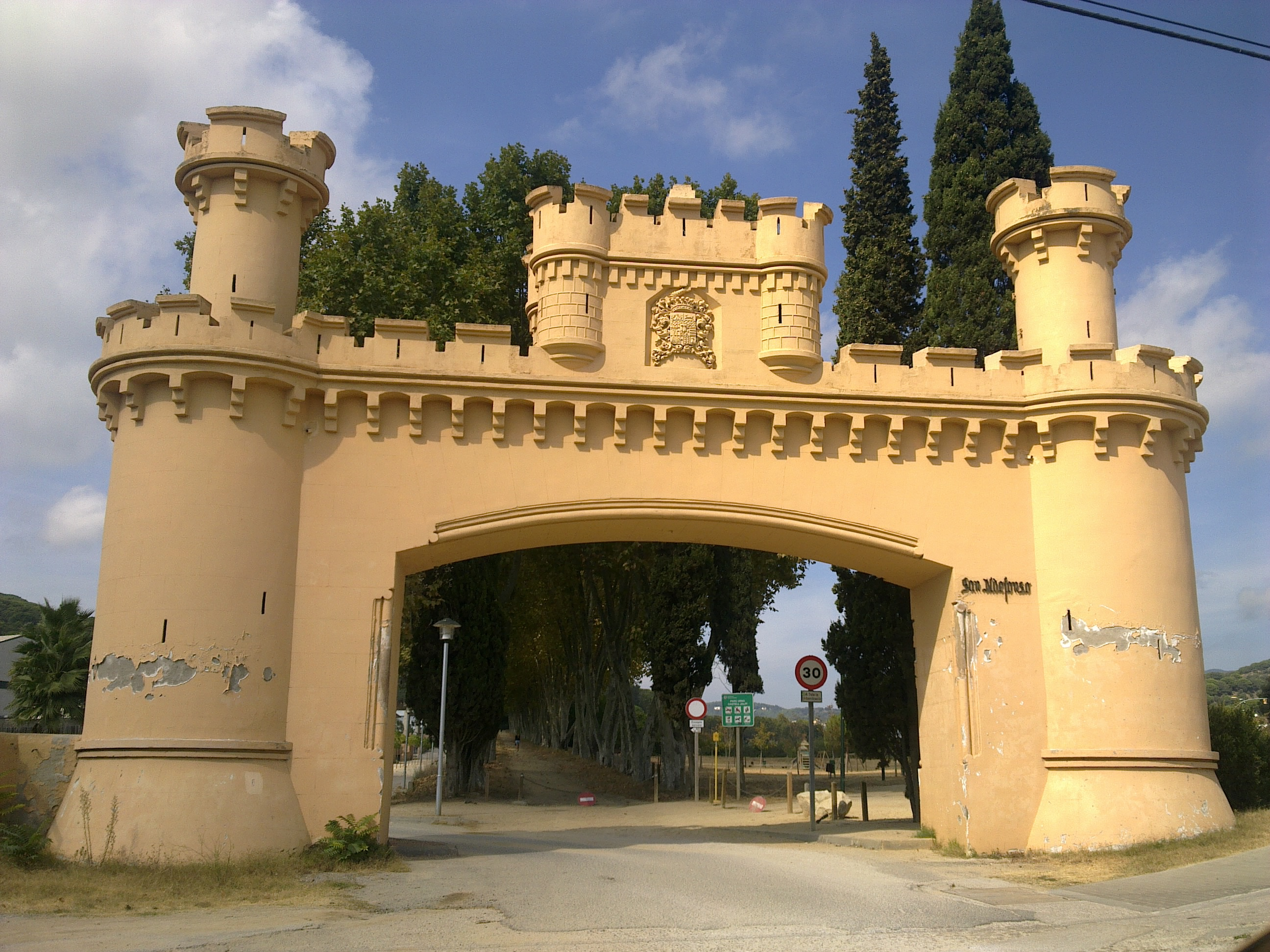
Portalada d'accés

Té el seu origen en una masia, que el 1218 era propietat dels Berenguer de Dois. Al segle xiv, el vescomte de Cabrera els afavorí amb una batllia independent del castell de Montpalau. Posteriorment, la propietat passà a mans dels Tries, batlles d'Arenys de Munt, i el 1644, la pubilla Àngela Tries i Sala es va casar amb l'hereu Josep March de Jalpí i Subirós, que hi aportà extensos dominis de Pineda de Mar, Sant Celoni i Tordera.
Ja al segle xix, una pubilla Jalpí es casà amb l'hereu Borràs de Barcelona, i el seu fill August Borràs i Jalpí es va casar el 1891 amb Sofia Algorta de Albaroa, hisendada de Lekeitio (Biscaia). El 1899, encarregà a l'arquitecte Miquel Madorell i Rius la conversió de l'antiga masia en un petit castell. També hi va fer construir un estany navegable, un jardí amb plantes exòtiques, un far i un cinema privat.
A la seva mort el 1922, August Borràs havia venut bona part del patrimoni familiar per a fer front a diversos projectes culturals i socials, identificats amb el catalanisme del tombant de segle. En va deixar ⅔ a la seva esposa Sofía i ⅓ al seu fill Miquel, l'únic del matrimoni. El 1926, les indústries Jalpí estaven en situació de fallida tècnica, i a causa de les disputes entre la mare i el fill, finalment es van acabar subhastant tots els béns que en quedaven.
El 1937, i a petició de la Generalitat republicana, Can Jalpí va ser cedida al govern basc per tal d'instal·lar-hi colònies infantils. El 2004, va ser adquirit pel Grup Serhs, que el destinà a acollir reunions d'empreses, convencions, actes institucionals o activitats culturals.

## Arquitectura
De planta baixa i un pis, tot l'immoble està envoltat per una petita muralla amb portes a l'entrada. El coronament és de merlets, matacans i torretes als angles. A la planta baixa, les obertures són rodones amb finestres geminades i portal d'entrada amb dovelles formant un arc de mig punt. Al pis hi ha finestres balconeres emmarcades amb motllures. Davant de la casa hi ha una gran era de batre. Per sota del castell hi ha un llac artificial. A la sèrie de TV3 La Riera, l'exterior de Can Jalpí sortia per a donar entrada a les  escenes que tenien lloc al suposat Casino de Sant Climent.
Destaca la portalada de la finca, que dona pas a un passeig de plataners que porta a la casa-castell, i el seu estil correspon al d'aquesta darrera. Té una part central coberta amb un arc rebaixat que fa de porta i als costat hi ha sengles torre emmerletades i que acaben en dues torretes. A dins s'hi pot anar per una porta lateral. A la part central hi ha una torre rectangular amb l'escut de la casa.
A la capella de la casa hi ha una imatge de la Mare de Déu de la Valldemaria, romànica i potser provinent del monestir cistercenc que existí entre Tordera i Maçanet de la Selva.